# Version Born
Version Born – dwudziesty pierwszy album studyjny jamajskiej sekcji rytmicznej Sly & Robbie.
Płyta została wydana 22 czerwca 2004 roku przez amerykańską wytwórnię Palm Pictures. Nagrania zostały zarejestrowane w studiu The Mixing Lab w Kingston. Ich produkcją zajął się Bill Laswell.

## Lista utworów
1. "Subzero" feat. Black Thought
2. "Vive Vanity" feat. Robert "Beans" Stewart, Garrison "Hawkman" Hawk
3. "Here Comes The Rain Again" feat. Imani Uzuri
4. "Right Stuff Dub"
5. "Around The Sun" feat. Killah Priest, Ejigayehu "Gigi" Shibabaw
6. "Perspective" feat. Woyneab "Wayna" Wondwossen
7. "Shock Absorber Dub"
8. "Street Times" feat. Conrad "Radagon" Morgan
9. "For The Living" feat. N'Dea Davenport
10. "Rhythmotor Dub"
11. "Words In Verse" feat. Sussan Deyhim
12. "Turbo Dub"

## Muzycy
- Bill Laswell - gitara, keyboard
- Robbie Shakespeare - gitara basowa
- Sly Dunbar - perkusja